# Bodegraven
Bodegraven (uitspraakⓘ; plaatselijk: Borref(t)) is een plaats en voormalige gemeente in de Nederlandse provincie Zuid-Holland. De gemeenten Bodegraven en Reeuwijk zijn per 1 januari 2011 gefuseerd tot de gemeente Bodegraven-Reeuwijk.

## Voormalige gemeente
De gemeente telde 19.434 inwoners (1 januari 2010, bron: CBS) en had een oppervlakte van 38,50 km² (waarvan 0,79 km² water).
In de gemeente lagen ook de dorpen De Meije en Nieuwerbrug, waaronder de buurtschappen Noordzijde, Oud-Bodegraven, Weijland, Weijpoort en Molenbrug (Zuidzijde Bodegraven omgeving Fort Wierickerschans).

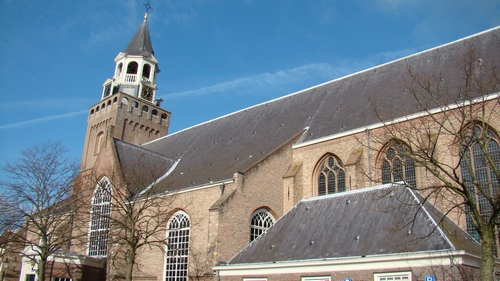
Dorpskerk Bodegraven
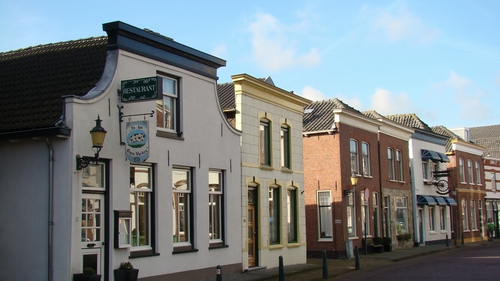
Kerkstraat
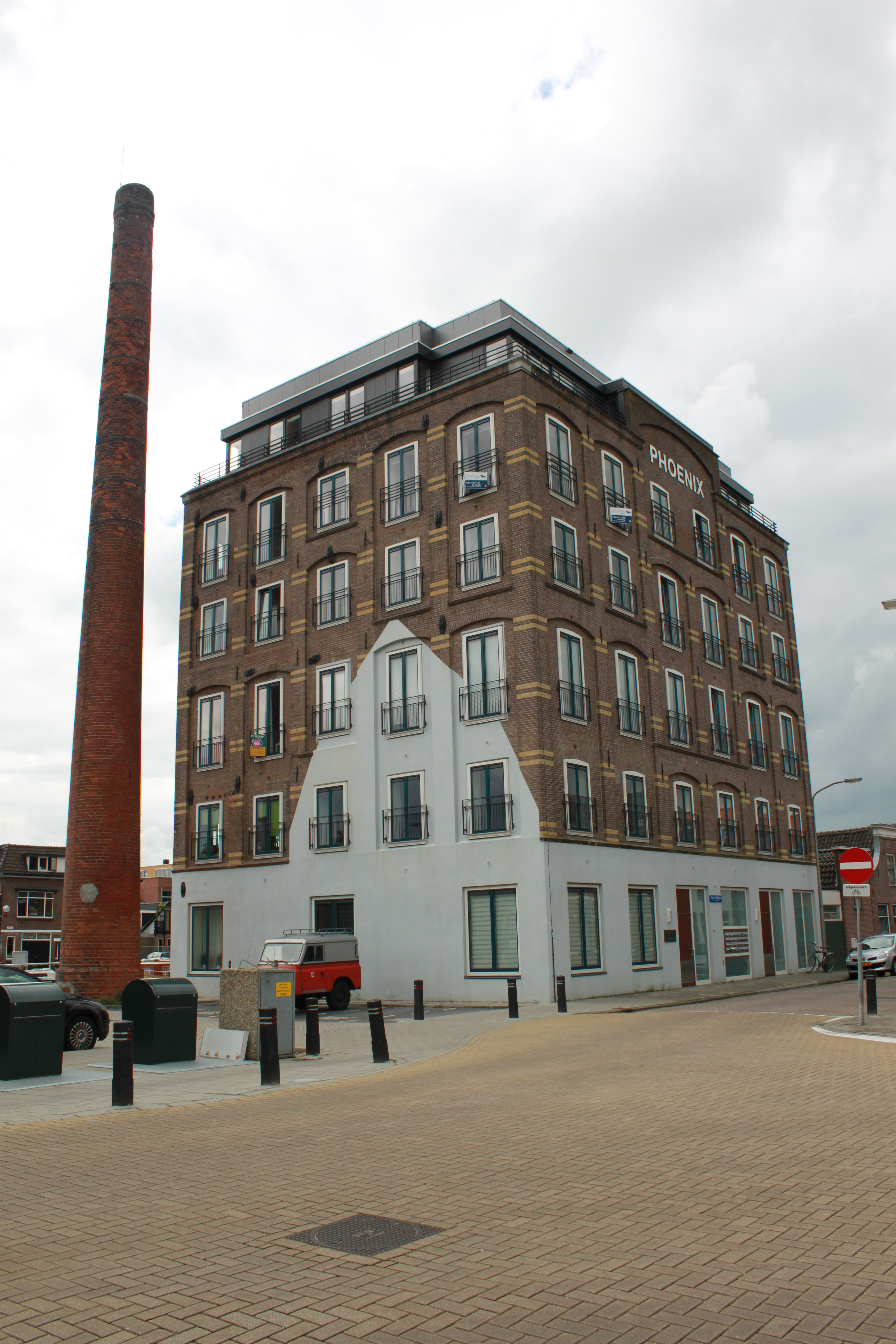
Pakhuis de Phoenix
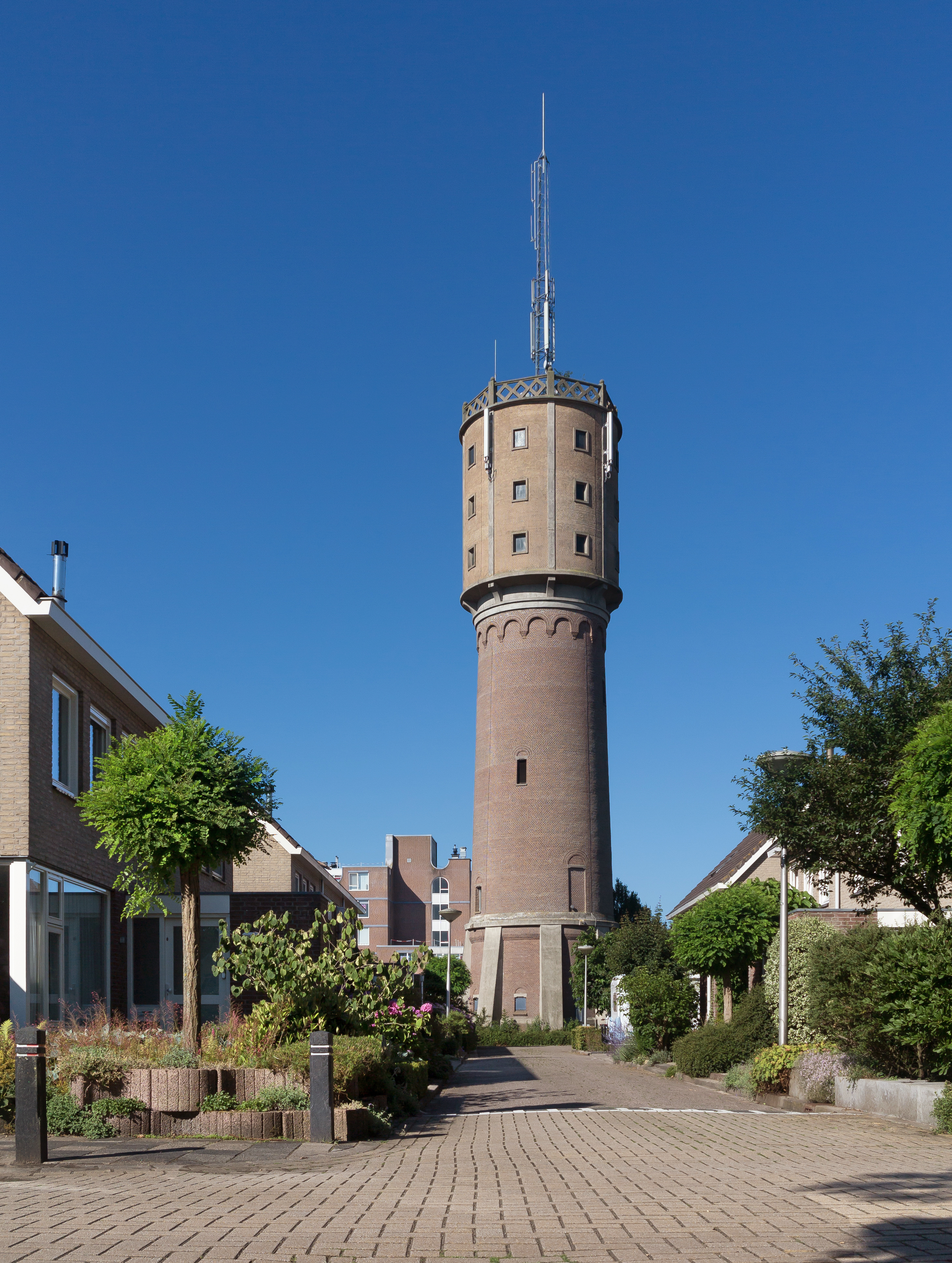
Watertoren
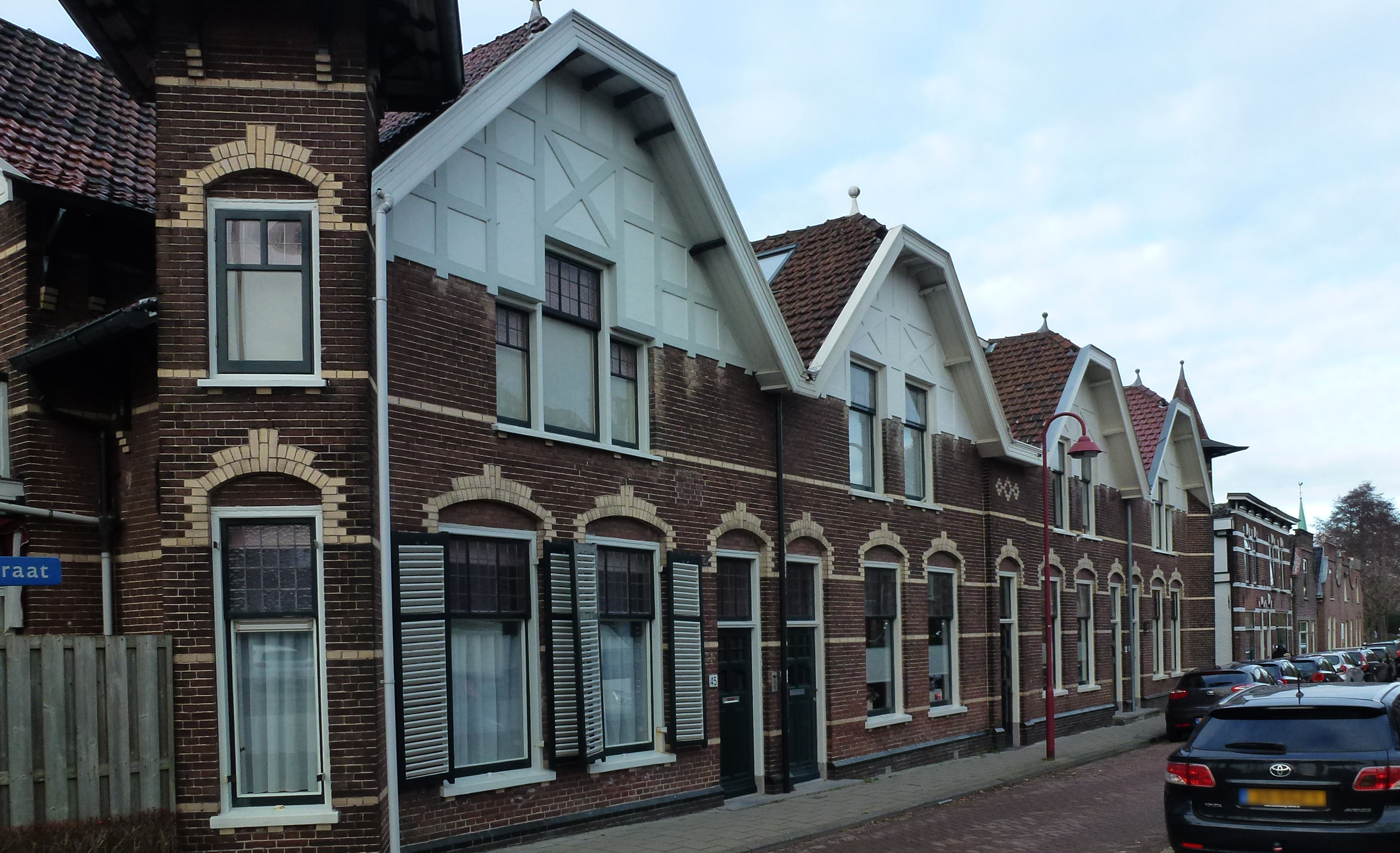
Spoorstraat
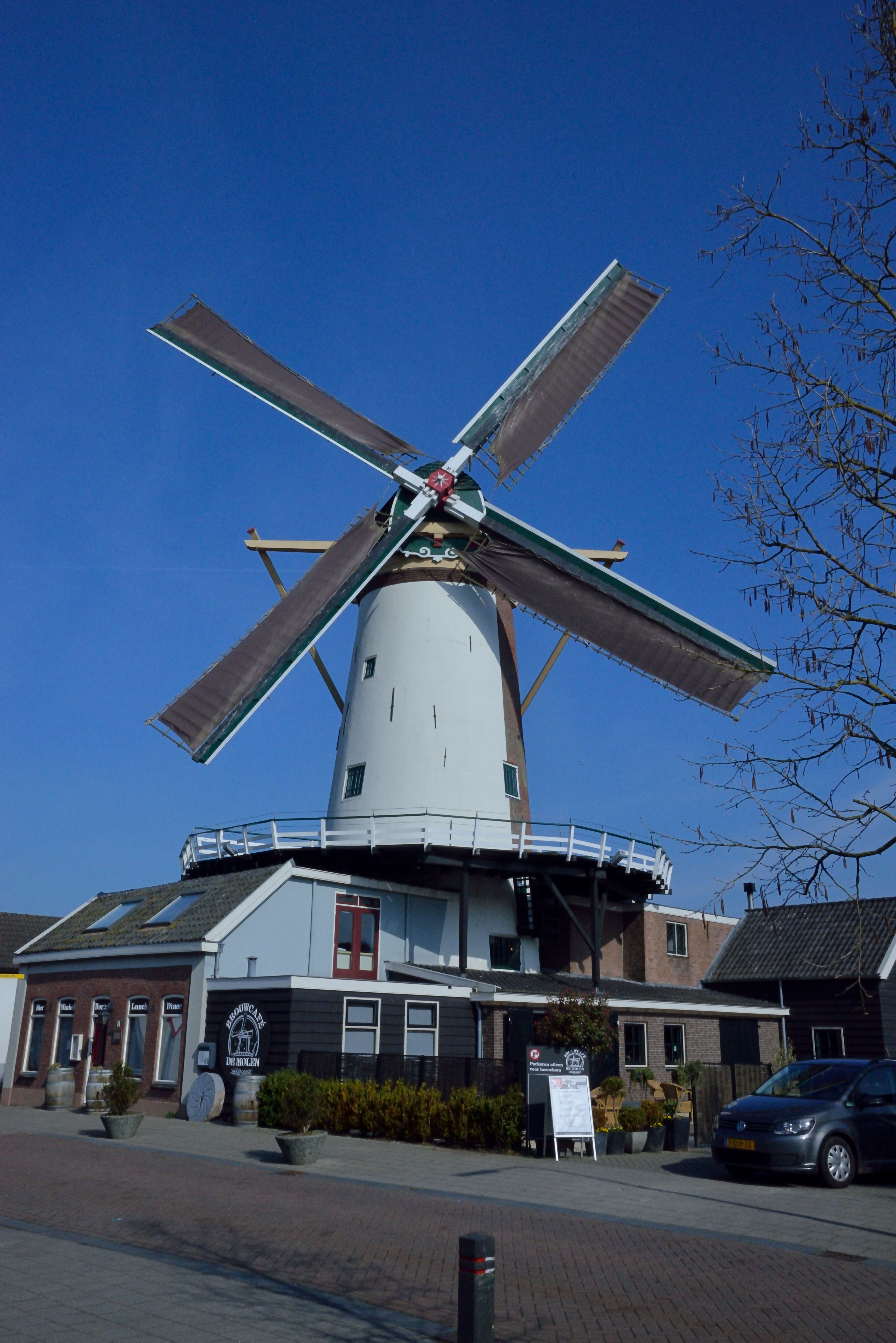
Molen De Arkduif

## Historie
Bodegraven werd al in de Romeinse tijd bewoond. Toentertijd lag het aan de Noordgrens van het Romeinse Rijk, de 'Limes'. Aan de Romeinse kant van deze Limes waren er veel militaire en handelsactiviteiten. De Romeinen legden er kampementen, havens en een weg aan. De grens werd op min of meer regelmatige afstand versterkt met grensforten (castella), bemand door Romeinse legioenen en hulptroepen. Daarnaast waren er langs de weg die naast de Limes liep op vele plekken nederzettingen ontstaan, waaronder het huidige Bodegraven.

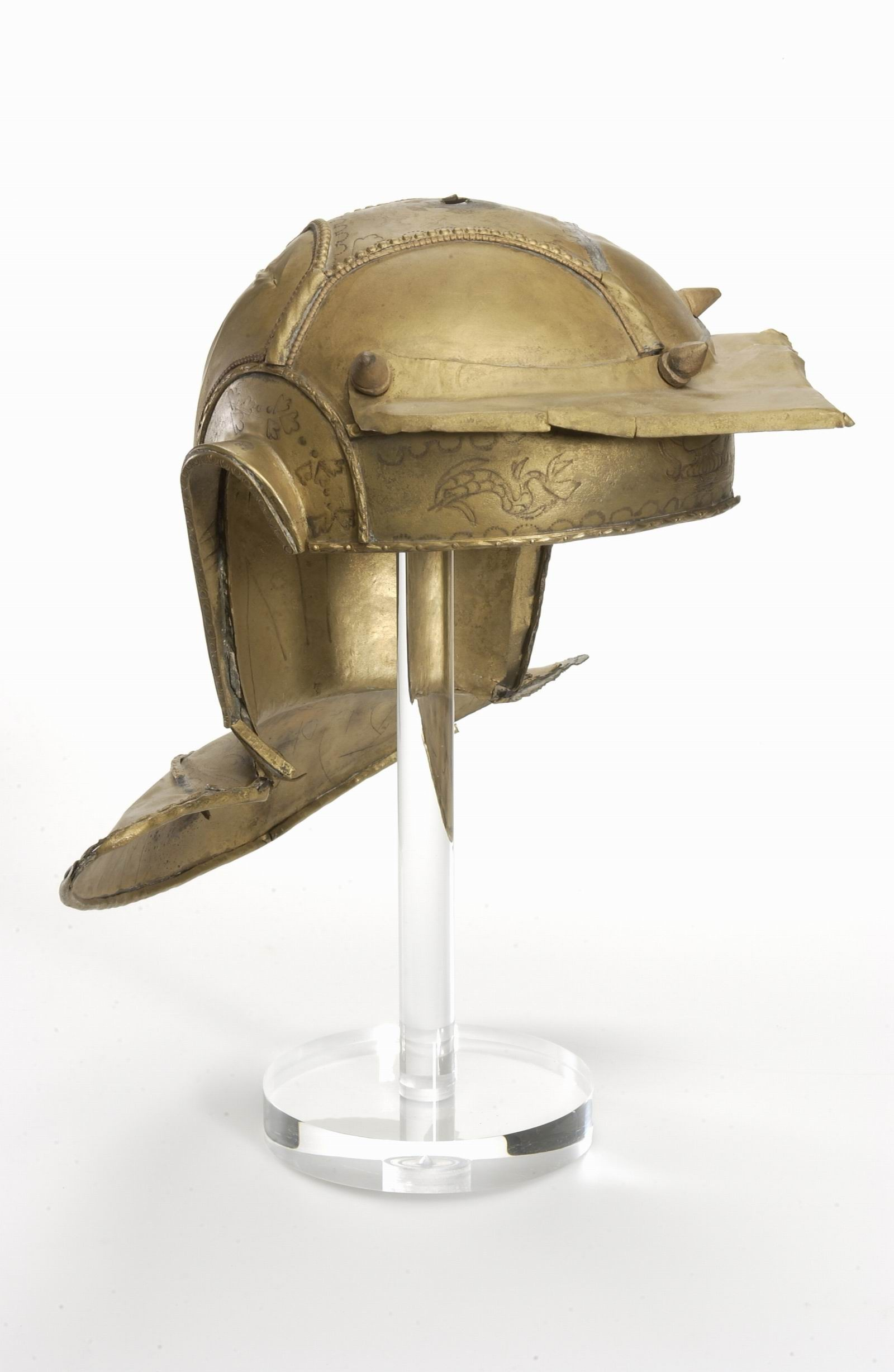
Romeinse ruiterhelm uit 175-225 n.Chr. Opgraving in een zandwinplaats aan de Oude Rijn in Bodegraven in 1937

Het bestaan van Romeins Bodegraven is aangetoond door verscheidene bodemvondsten. In 1937 is bij een zandwinning tussen Nieuwerbrug en Wierickerschans een Romeinse ruiterhelm aangetroffen. In 1995 werden op de plek van de huidige Willemstraat, de restanten van een houten poortgebouw en delen van een aarden verdedigingswal ontdekt. In 2000 vond men een vervloekingstabletje, een loden tabletje waarop de namen van 21 soldaten en een vervloeking waren gekerfd.
Daarna bleef het lange tijd stil rondom Bodegraven. Volgens de overlevering zou op een inmiddels zoekgeraakte kaart uit 809 de heerlijkheid Bodelo worden vermeld. Zeker is dat rond het jaar 1050 er een kleine nederzetting was ontstaan, waarschijnlijk rond de huidige Dorpskerk.
Twee eeuwen werd er getwist over het eigendomsrecht tussen de bisschop van Utrecht en de graven van Holland, aan wie ze het stadje in leen gegeven hadden. Geleidelijk werd echter de positie van Holland sterker en die van het Sticht zwakker. Ten slotte kwam het bij het Graafschap Holland.
In de late middeleeuwen werd er rondom Bodegraven, dat in een moerassig gebied lag, veel land ontgonnen. Deze ontginningen gebeurden vanaf de hoger gelegen rivieroevers zoals de Oude Rijn, de Meije en de Oude Bodegrave. Haaks op deze waterlopen werden kavelsloten gegraven, en zo'n 1250 meter verder werd een zogenaamde achtersloot gegraven. Door deze ontginningen ontstond de typische verkavelingsvorm. Na de bouw van een sluis rond 1350 had Bodegraven voorgoed haar bestaansrecht verdiend.
In 1672 toen de Republiek der Zeven Verenigde Nederlanden de oorlog was verklaard door Engeland, Frankrijk, Keulen en Münster, lag Bodegraven vlak achter de Hollandse Waterlinie. Deze was geïnundeerd, en vormde zo een barrière voor de oprukkende Franse troepen. Echter in de winter bevroor het water en konden de Fransen via het ijs dat zich over de ondergelopen polders had gevormd voorwaarts trekken. Zij rukten op naar de Meije en verder naar Zwammerdam. Tussen Zwammerdam en Alphen werden zij echter staande gehouden en uiteindelijk teruggedreven. Inmiddels was het gaan dooien en was de enige vluchtweg via de dijk langs de oude Rijn. Zij kwamen daardoor langs Bodegraven, dat met de grond werd gelijkgemaakt. Na deze ramp werd ten oosten van het dorp de Wierickerschans gebouwd.
Tot 1870 floreerde Bodegraven weer. Er brak in dat jaar in een bakkerij een brand uit, die een groot deel van het toenmalige stadje in de as legde. Toen de branden achter de rug waren bleken er 130 gezinnen dakloos te zijn geworden en meer dan 100 huizen afgebrand. Mede door een landelijke collecte kon Bodegraven relatief snel weer worden opgebouwd. In de 20e eeuw ging Bodegraven steeds verder uitbreiden. Rond de eeuwwisseling werd de ruimte tussen de Rijn en de spoorlijn, die inmiddels aan de zuidkant het dorp passeerde, volgebouwd. In het Interbellum werd aan de noordkant van Bodegraven gebouwd en vanaf halverwege de jaren 50 werd de strook tussen de spoorlijn en de autosnelweg A12 opgevuld met huizen en bedrijven.

## Ligging
Bodegraven ligt centraal in het Groene Hart van Nederland, de groene zone omsloten door de Randstad. De gemeente Bodegraven-Reeuwijk is omringd door de gemeenten (met de klok mee, begin noord) Nieuwkoop, Woerden, Montfoort, Oudewater, Krimpenerwaard, Gouda, Waddinxveen en Alphen aan den Rijn. Bodegraven ligt in het midden tussen de vier grote steden Amsterdam, Rotterdam, Den Haag en Utrecht. De (hemelsbrede) afstand tot elk van deze steden bedraagt circa 30 kilometer.
Het dorp Bodegraven ligt aan weerszijden van de Oude Rijn, waarin zich midden in het dorp een sluis bevindt. Deze vormt de oostgrens van het hoogheemraadschap Rijnland. Het oudste gedeelte van Bodegraven bevindt zich aan de noordkant van het water. Hier staat de hervormde dorpskerk, de St. Galluskerk, een voormalige Katholieke kerk, en vernoemd naar Gallus van Helvetië. Aan de zuidkant van de Oude Rijn bevindt zich de Willibrorduskerk, een rooms-katholieke kerk uit 1865, vernoemd naar Willibrordus van Utrecht en gebouwd door Pierre Cuypers (1827-1921). Ook bevindt zich aan de zuidkant van de Oude Rijn de stellingmolen De Arkduif uit 1697. Deze is nu de brouwerij "De Molen".

## Economie

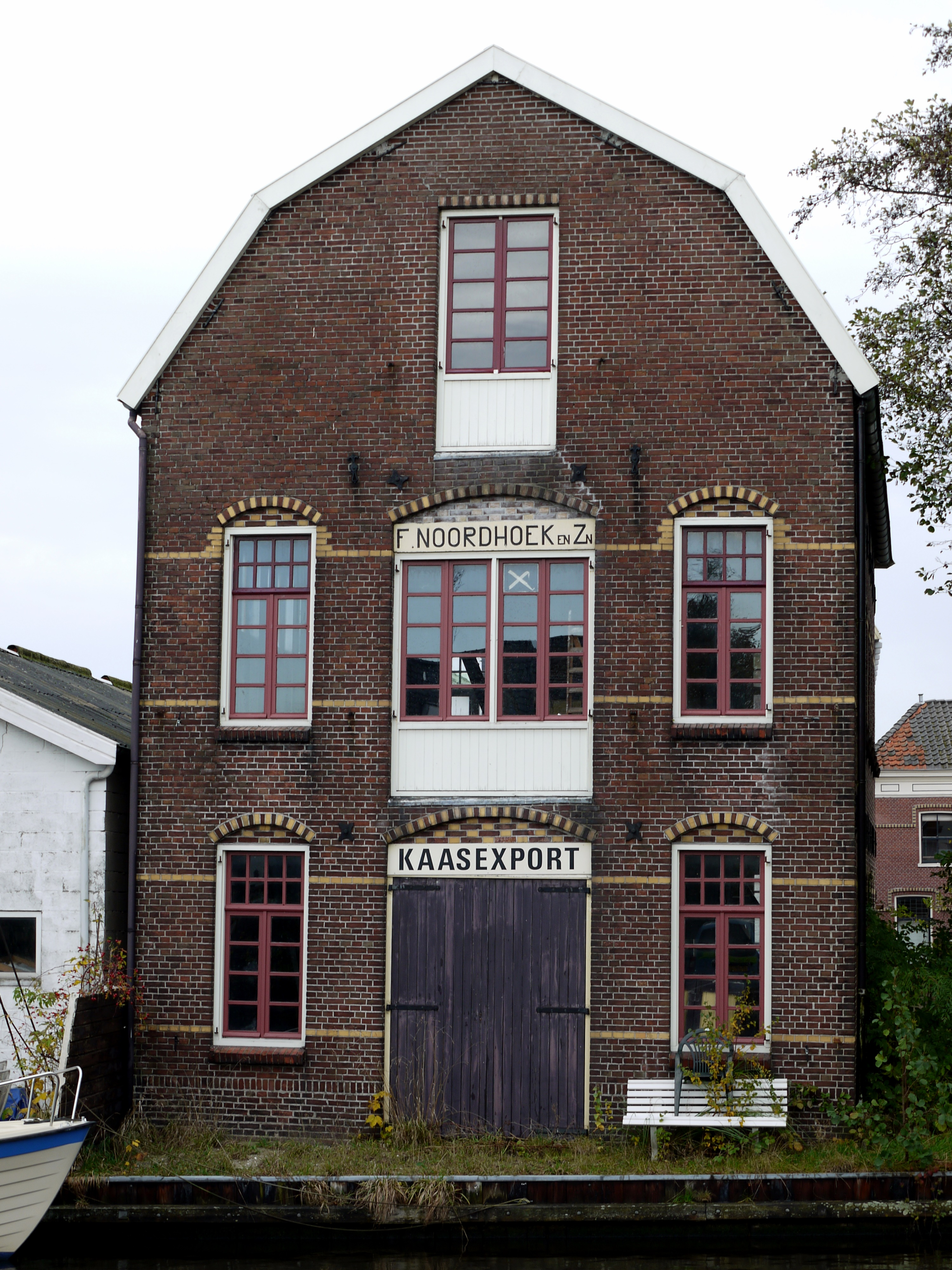
Een kaaspakhuis

Bodegraven is een bekend centrum van de kaashandel, al is het aantal karakteristieke kaaspakhuizen er afgenomen en wordt de dinsdagse kaasmarkt er sinds 2001 niet meer gehouden. Wel staat er voor de kerk een kaasmonument. Voorafgaand aan de najaarsmarkt in september, waar de kaas centraal staat, wordt jaarlijks een kaaskoningin gekozen. Deze traditie is in juli 2021 zelfs toegevoegd aan de Lijst van Nederlands Immaterieel Erfgoed.
Behalve met kaas is Bodegraven ook verbonden met shampoo: in de jaren 40 richtte kapper André de Jong er de Andrélon-fabriek op. De fabriek is in 2005 gesloten. Ironisch genoeg werd André de Jong uitgerekend in dit jaar verkozen tot Grootste Bodegraver Aller Tijden, een door lokale omroep Studio 15 uitgeschreven verkiezing. Bodegraven heeft een gunstige ligging midden in het Groene Hart, waardoor het een aantrekkelijke vestigingsplek is voor bedrijven. Voor een dorp van nog geen 20.000 inwoners heeft het dan ook een relatief grote bedrijvigheid.

## Verkeer en vervoer
Er lopen twee rijkswegen langs Bodegraven. De A12 verbindt Den Haag via Utrecht en Arnhem met de Duitse grens. De N11 verbindt A4 bij Leiden met de A12 bij Bodegraven. Er is een treinstation aan de spoorlijn Utrecht - Leiden. Twee keer per uur per richting stopt hier de sprinter tussen beide steden. Met ingang van dienstregeling 2023 rijden er van maandag tot en met donderdag, 's ochtends tussen 7:00 - 10:00 uur en 's middags tussen 15:30 - 19:30 uur, ook twee extra sprinters per uur per richting tussen Leiden Centraal en Utrecht Centraal, waarbij er ook in Bodegraven wordt gestopt. Daarnaast heeft Bodegraven een busverbinding, middels lijn 178 van Qbuzz, die het dorp met Reeuwijk en Gouda verbindt. Om de kleine kernen rond Bodegraven van enig openbaar vervoer te voorzien rijden hier door Qbuzz twee buurtbussen: Buurtbus De Meije (lijn 724) en Buurtbus Zwammerdam (lijn 722). Buurtbus De Meije doet de kernen Bodegraven, Zwammerdam, De Meije, Zegveld, Woerden, Nieuwerbrug aan den Rijn, Waarder en Driebruggen aan. Buurtbus Zwammerdam rijdt van Alphen aan den Rijn via Zwammerdam naar Bodegraven. Als aanvulling op het openbaar vervoer kan men verder gebruikmaken van de Groene Hart Hopper, dit is een vorm van Collectief Vraagafhankelijk Vervoer (CVV).

## Recreatie

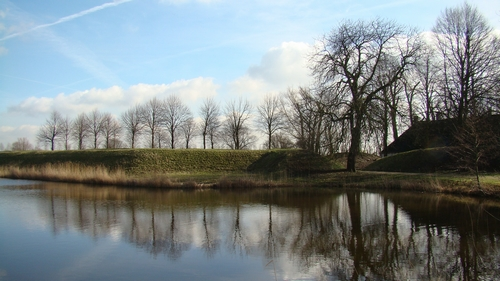
Wierickerschans bij Bodegraven

Bodegraven beschikt over een aantal recreatieve voorzieningen. Er is een zwembad (De Kuil) met een 50-meterbuitenbad, een subtropisch paradijs en een binnenbad. Verder is er een cultureel centrum, het Evertshuis. Hierin bevinden zich de openbare bibliotheek, een fitnesscentrum, een theater en vergaderzalen. Daarnaast wordt Fort Wierickerschans bij Bodegraven gebruikt als cultureel centrum en is de VVV er gevestigd. Ten zuiden van de plaats bevinden zich de Reeuwijkse Hout en de Reeuwijkse Plassen. Hier is ook het Streekmuseum Reeuwijk. Bij Reeuwijk is een vakantie bungalowpark. Verder liggen ten noorden van Bodegraven de Nieuwkoopse Plassen en laagveengebieden waar men kan wandelen en fietsen. Er diverse door de ANWB bewegwijzerde routes die door Bodegraven lopen. Ook passeren de LF-routes LF4-Midden-Nederlandroute en LF2-Stedenroute de plaats.

## Wijken
Bodegraven is opgebouwd uit verschillende wijken. Dit zijn Centrum (Noord en Zuid), Tuinwijk, Vijverwijk, Dronenwijk, Broekvelden, Elzenhof en Beijenveld. In 2007 is gestart met het bouwrijp maken van een terrein voor de bouw van een woonwijk onder de naam Weideveld. geraadpleegd 30 april 2014 Door de ontwikkeling van die woonwijk is Bodegraven een postcode rijker, 2412. Aangrenzend aan die woonwijk is het Limespark ontwikkeld. Dat park heeft een grootte van 12 hectare. Naast de woonwijken beschikt Bodegraven ook over drie bedrijventerreinen: Broekvelden, Groote Wetering en de Rijnhoek.

## Sportverenigingen
Bodegraven telt 3 voetbalverenigingen:
- VV ESTO (Eendracht Strekt Tot Overwinning)
- VV Bodegraven (VVB)
- Rohda '76 (Recht Op Het Doel Af)

Sinds 1938 kent Bodegraven een zwemsportvereniging: BZ&PC (Bodegraafse Zwem- en Poloclub). 
In 1956 is volleybalvereniging VSTS (Van Serve tot Smash) opgericht.

## Scholen
Bodegraven telt geen middelbare scholen meer, maar wel 9 basisscholen. Er zijn drie protestantse basisscholen die vallen onder de stichting De Vier Windstreken (de Da Costaschool, de Goede Herderschool en de Prinses Beatrixschool) en een protestantse reformatorische basisschool die valt onder de stichting Educatis (de Verhoeff Rollmanschool). De middelbare school is sinds 2013/2014 gesloten en was een dependance van het Antoniuscollege in Gouda. Onder de basisscholen bevinden zich vier katholieke scholen van stichting De Groeiling: De Willibrord, de Miland gevestigd in de Meije, IKC Schatrijk en de Speel- en Werkhoeve, en een school van de stichting Klasse: 't Vogelnest (openbaar onderwijs).

## Religieus leven
De belangrijkste religieuze gemeenschappen met hun plaatsen van samenkomst zijn: de Rooms-Katholieke Kerk (Sint-Willibrorduskerk), de Marokkaanse islamitische gemeenschap (moskee El Fath), de PKN (Dorpskerk, Lutherkerk, Ontmoetingskerk, de Bethlehemkerk en Brugkerk in Nieuwerbrug), Evangelische Christengemeente (De Bron), Gereformeerde Gemeente (Bethelkerk), Nederlands Gereformeerde Kerk  (Ichtuskerk), Pinkstergemeente (Salvatorkerk), Vergadering van Gelovigen (Stationsplein). 

## Stedenband
- Terrasson-Lavilledieu (van 1992 tot 2006)
- Tolna (van 2000 tot 2012)

## Bekende Bodegravers
- Jaap Beije (1927-2013), roeier
- Jilles Beijen (1879-1954), kaashandelaar en bestuurder
- Gijs Boer (1913-1973), predikant
- Simone Kramer (1939-2023), jeugdauteur
- Vlatko Lazić (1989), voetballer
- Pascal de Nijs (1979), voetballer
- Natalie Righton (1976), onderzoeksjournalist
- Antoon Veerman (1916-1993), politicus
- Ria van Velsen (1939), turnster
- Rokus Vonk (1877-1944), burgemeester
- Cora Vreede-de Stuers (1909-2002), cultureel antropoloog
- Wyco de Vries (1968), waterpoloër
- Jeroen Grueter (1969), sportcommentator
- Rob Welten (1960), politicus
- Sander de Bruijn (1981), grafisch ontwerper
- Tes Schouten (2000), zwemster

## Zetelverdeling gemeenteraad
De gemeenteraad van Bodegraven bestond uit 17 zetels. Hieronder staat de samenstelling van de gemeenteraad van 1998 tot 2006:
| Partij           | 1998 | 2002 | 2006 |
| ---------------- | ---- | ---- | ---- |
| CDA              | 5    | 5    | 4    |
| Beter Bodegraven | 5    | 4    | 4    |
| PvdA             | 2    | 2    | 3    |
| VVD              | 2    | 2    | 2    |
| ChristenUnie     | 2    | 2    | 2    |
| SGP              | 1    | 2    | 1    |
| GroenLinks       | -    | -    | 1    |
| Totaal           | 17   | 17   | 17   |